# Cayo Junio Faustino Postumiano
Cayo Junio Faustino Postumiano (en latín: Gaius Junius Faustinus Postumianus) fue un senador romano que floreció en el siglo III.  Se le conoce por una inscripción encontrada cerca de Thugga erigida por su hijo Plácido y su hija Paulina. Ocupó una serie de nombramientos, el más importante como praeses (gobernador) en Hispania Tarraconensis y Britania. La fecha de su nombramiento no está clara, por lo que la provincia pudo haber sido Britania Superior o la provincia indivisa de la Britania romana.

## Segunda inscripción
Muchos eruditos creen que una segunda inscripción que relata un cursus honorum de un hombre con un nombre idéntico también se aplica a este Postumiano. Sin embargo, señala Anthony Birley, "el único elemento discrepante" es que su nombre "parece coincidir con el apodo del hijo de nuestro gobernador": [C. J]unius Faustinus [Pl]a[ci]dus Postumian[us].
Esta inscripción menciona que fue ascendido a comes de dos emperadores, lo que implica que esto sucedió en el co-reinado de Septimio Severo y su hijo Caracalla, o quizás tan tarde como el co-reinado de Valeriano y Galieno. Si fue durante el reinado de la primera pareja, Birley reconstruye su biografía de la siguiente manera. Postumiano nació en la década de 160 y entró en el Senado durante el reinado de Cómodo. Tanto como tribuno de la plebe como pretor, fue el candidato del emperador, entre los cuales fue seleccionado para servir un año como legatus del procónsul de Asia. Postumio siguió esto con un mandato como juridicus de Aemilia, Etruria y Toscana, luego una comisión como legatus legionis de Legio I Adiutrix. Fue designado para una serie de provincias imperiales, primero Lusitania, luego durante el reinado de los dos emperadores Galia Bélgica seguido por Moesia Inferior;  Birley fecha el consulado sufecto de Postumiano en c.  204, entre las dos últimas provincias, y la gobernación de Moesia Inferior entre 205 y 208. Luego, como comes, participó en la campaña británica de 208-211;  esta inscripción fue erigida "a más tardar en 209, ya que de lo contrario se habría requerido Auggg"; ese fue el año en que Severo nombró a su hijo menor Geta coemperador.
Birley admite que si la carrera de Postumiano pertenece propiamente a los reinados posteriores de Valeriano y Galieno, "los diversos puestos... podrían haber ocupado estos dos emperadores y sus predecesores en los años 240 y 250".

## Fecha de su gobierno
El título praeses sugiere el siglo III, cuando pasó a ser de uso común.  Más allá de eso, poco se puede decir con certeza.  Si asumimos que ambas inscripciones se refieren al mismo hombre, que la primera inscripción proporciona el orden correcto en el que ocupó esas dos provincias y que fue gobernador en Britania antes de que se dividiera en dos provincias (lo que sucedió en 217), debe haber sido  gobernador de Britania durante el reinado único de Caracalla.  Pero si se invierte el orden de las dos provincias, fue gobernador de Britania y luego Hispania Tarraconensis, como argumenta Géza Alföldy, fue gobernador de Britania entre 207 y 211, luego gobernador en Hispania c.  211–214.  O, si fue gobernador después de que Britania se dividiera en dos provincias, podría haber sido el primer gobernador consular de Britania Superior.  Por último, si su carrera pertenece propiamente a los reinados posteriores de Valeriano y Galieno, entonces podría haber sido gobernador de cualquiera de las provincias británicas a mediados o finales de la década de 250.